# 1960-ті

## Події
бунти, антиколоніалізм
- Польська політична криза 1968, Празька весна, Травневі заворушення 1968 (Франція), Український рух опору
- У 1960–70-ті рр. ставав все активнішим ще один національний рух в СРСР, а саме — рух кримських татар за повернення до Криму та за національні права. Від 1964 р. активісти цього руху перейшли до організації масових мітингів і демонстрацій, збирання підписів під зверненнями та петиціями, що хоча і містили цілком «радянську» риторику, все ж за своїм характером були опозиційними і відрізнялися значною кількістю учасників. Від 1968—1970 рр. репресії проти татар посилилися[1]

- Сексуальна революція, хіпізм. Широка доступність контрацептивів призвела до зменшення показників народжуваності у повоєнному, західному світі.
  - 1960-ті—70-ті — у соціальних науках набув значення гендерний підхід, який базується на структурному функціоналізмі. Суть підходу полягає в тому, що статеві ролі набуваються в процесі соціалізації. Засвоєння статевої ролі передбачає наявність не тільки певного типу поведінки, але й конкретних рис особистості й навіть всього способу життя[2].
- на зміну гуманістичній парадигмі (модальності) приходить трансперсональна психологія. Засновниками цього напрямку виступили Абрахам Маслоу, Станіслав Гроф, Ентони Сьютіч та ін.
- виник системний аналіз.

Виробництво
- автоматизація конвеєрного виробництва, впровадження АСК
- Концепція забезпечення якості в медичній промисловості шляхом впровадження правил GMP (Good Manufacturing Practice).
- концепція життєвого циклу Раймонда Верона.
- середина 60-х — перенесення транснаціональними корпораціями виробництв у країни, що розвиваються.